# William Dean Howells
William Dean Howells född 1 mars 1837 i Martins Ferry, död 11 maj 1920 i New York, var en amerikansk författare och kritiker.
Howells far var redaktör och tidningsutgivare och Howell jobbade där som barn och ung och började sin karriär som journalist. Han var konsul i Venedig mellan åren 1861-1865. Han introducerade europeisk litteratur i USA och främjade kvinnliga författare samt den realistiska litteraturen.
1876-81 var han utgivare av tidskriften The Atlantic Monthly. Howell var en av de främsta amerikanska företrädarna för realismen. Framför alltmärks hans New England-studier A modern instance (2 band, 1882) och Rise of Silas Lapham (1884), där sociologiska problem dryftas. Senare tog Howell intryck av Lev Tolstoj, vilket framgår av hans Hazard of new fortunes (2 band, 1889). Många av hans arbeten var samfundskritiska utopier.